# Ernst Friedrich Finck von Finckenstein (Minister)
Ernst Friedrich Graf Finck von Finckenstein zu Schönberg (* 16. September 1698; † 25. Juli 1753 in Schönberg) war ein preußischer Etatsminister und Oberburggraf.

## Leben

### Herkunft und Familie
Ernst Friedrich war Angehöriger der ostpreußischen Grafen Finck von Finckenstein. Seine Eltern waren der Erbamtshauptmann von Deutsch-Eylau und Schönberg, Albrecht Christoph Reichsgraf Finck von Finckenstein (1662–1730) und Arnolda Charlotte, geborene von Kreytzen (1673–1749). Katharina Dorothea Gräfin von Schlieben (1700–1728), Ahnherrin des dänischen Königshauses, war seine Schwester. Er selbst vermählte sich 1727 in Berlin mit Luise Eleonore von Dönhoff (1712–1763). Aus der Ehe gingen mehrere Töchter und Söhne hervor.

### Werdegang
Finckenstein erbte 1730 den väterlichen Besitz zu Schönberg. Er fungierte als Prorektor der 1743 gegründeten Freyen Gesellschaft in Königsberg. Als Nachfolger von Johann Dietrich von Kunheim (1684–1752) wurde er im Juni 1752 Wirklicher Etatsminister der Ostpreußischen Regierung mit dem Titel als Oberburggraf in Preußen und führte zugleich das Präsidium des Pupillenkollegiums sowie das Armen und Schulwesen. Er war seit 1753 Präsident des Königsberger Pupillenkollegiums, auch Direktor der akademischen Sachen und Kurator der Albertina. Sein Amtsnachfolger wurde Jakob Friedrich von Rohd (1703–1784).
Finckenstein war Ritter des Johanniterordens und Erbherr auf Schönberg, Sommerau und Herzogswalde. 